# Bojurovo, Șumen
Bojurovo (în bulgară Божурово) este un sat în comuna Vărbița, regiunea Șumen,  Bulgaria. 

## Demografie
Componența etnică a satului Bojurovo
     Turci (80,16%)
     Nicio identificare (10,74%)
     Altele (9,09%)
La recensământul din 2011, populația satului Bojurovo era de 242 locuitori. Din punct de vedere etnic, majoritatea locuitorilor (80,16%) erau turci. Pentru 10,74% din locuitori nu este cunoscută apartenența etnică.